# Chiesa di San Pietro in Selva
La chiesa di San Pietro in Selva si trova nei pressi di Malmantile, nel comune di Lastra a Signa.

## Storia e descrizione
La chiesa di San Pietro in Selva (Sancti Petri in Silva prope Castrum Malmantilis) è documentata fin dal 1286  e si trova all'estremità sud-ovest del paese, lungo la strada per Pisa. Venne ricostruita quasi integralmente nel 1955-1956. Chiamata in passato anche San Piero a Selva, ne furono a lungo patroni i Luci di Firenze, fino alla prima metà del XIX secolo.
Sulla facciata della chiesa sono conservati affreschi molto deteriorati della fine del Trecento, riferibili alla cerchia di Lorenzo di Bicci e raffiguranti San Cristoforo, Due santi vescovi e le Stimmate di san Francesco. Nella lunetta del portale è una sinopia raffigurante San Pietro in cattedra tra i santi Paolo e Andrea.
All'interno si trova un Crocifisso ligneo dipinto trecentesco, dell'ambito di Jacopo di Cione, e una Madonna con il Bambino di pittore fiorentino, databile intorno al 1470, attribuita al Maestro della Natività Johnson.

## Galleria d'immagini

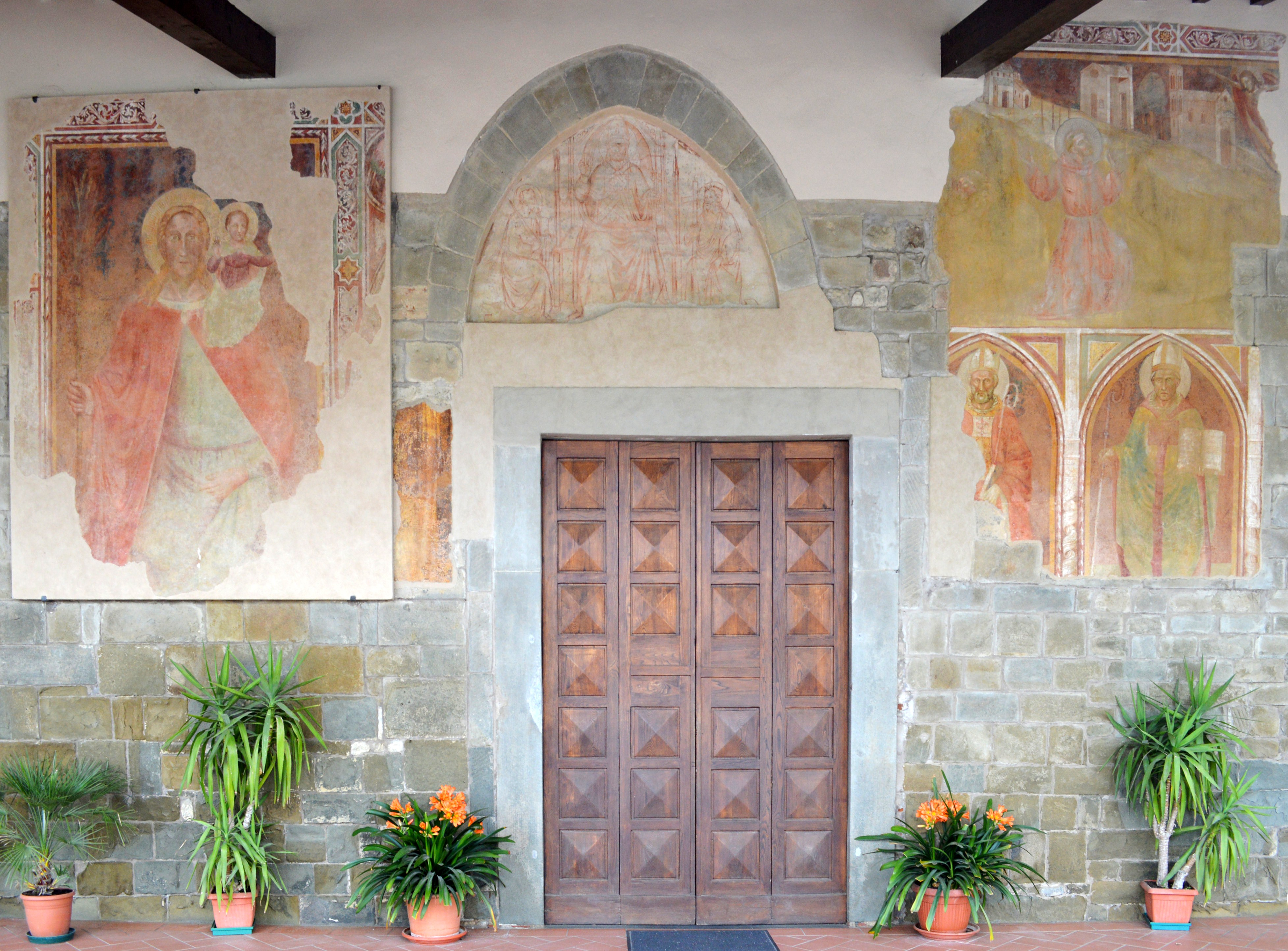
Gli affreschi del portico
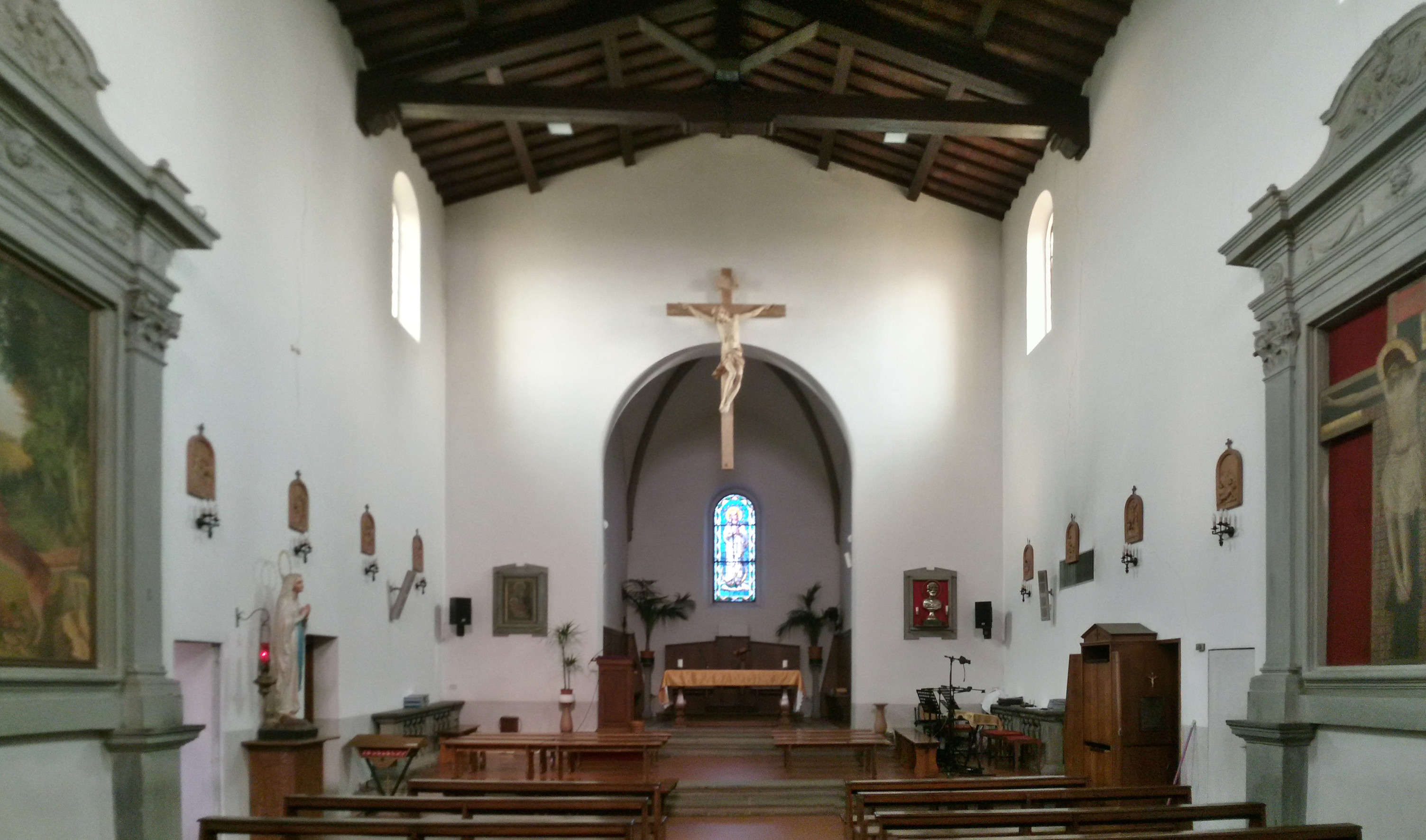
L'interno
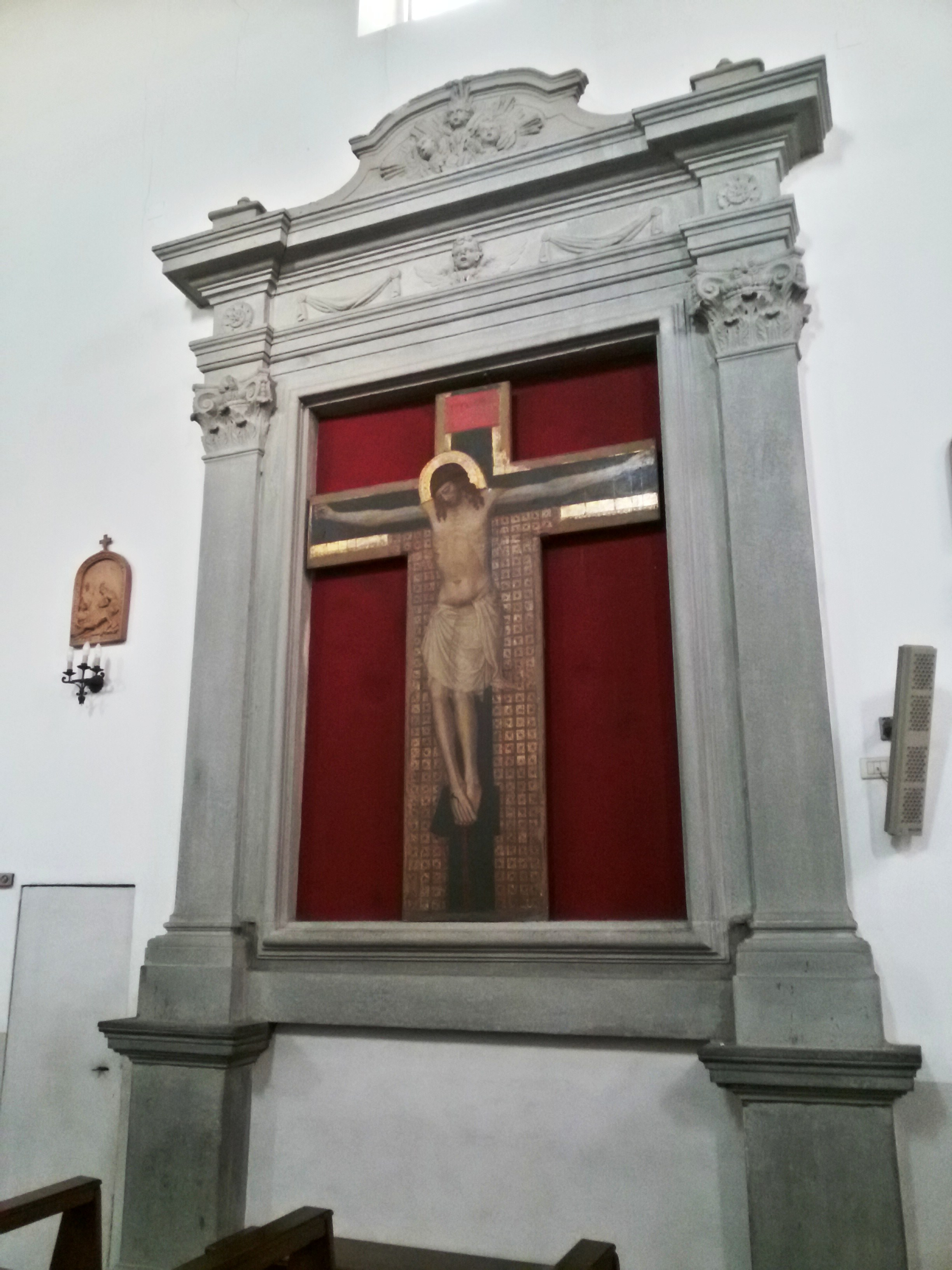
Crocifisso di Jacopo di Cione